# ولوتوسپینا
ولوتوسپینا (نام علمی: Volutospina) نام یک سرده از بلندشکم‌پایان است که در دوره های کرتاسه و ائوسن در آسیا، آفریقا، اروپا، آمریکای شمالی و آ مریکای جنوبی می زیسته است.